# Menegazzia corrugata
Menegazzia corrugata är en lavart som beskrevs av P. James. Menegazzia corrugata ingår i släktet Menegazzia och familjen Parmeliaceae.   Inga underarter finns listade i Catalogue of Life.